# Maleise oehoe
De Maleise oehoe (Ketupa sumatrana, synoniem Bubo sumatranus) is een oehoe uit de familie Strigidae.

## Verspreiding en leefgebied
Deze soort komt voor in Maleisië en de Grote Soenda-eilanden en telt drie ondersoorten:
- K. s. sumatrana: zuidelijk Myanmar, zuidwestelijk Thailand, Maleisië, het eiland Bangka en Sumatra.
- K. s. strepitans: Java en Bali.
- K. s. tenuifasciata: Borneo.